# Aeropuerto Internacional Zumbi dos Palmares

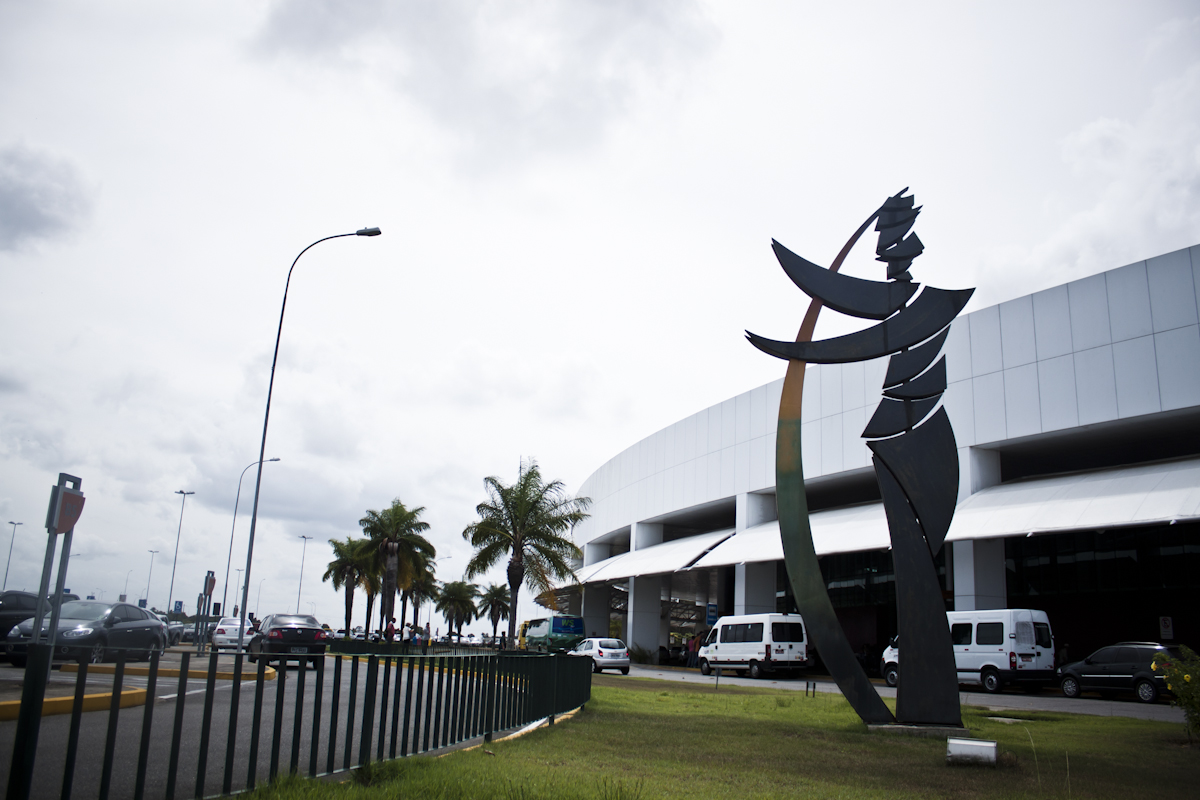
Escultura en la entrada del aeropuerto

El Aeropuerto Internacional Zumbi dos Palmares (IATA: MCZ, OACI: SBMO) es un aeropuerto internacional que atiende a Maceió en Brasil. El aeropuerto tiene conexiones con varios de los aeropuertos principales de Brasil y un vuelo internacional con destino a Buenos Aires en Argentina. En 2007 atendió a más de 937.000 pasajeros.
El aeropuerto se encuentra a 118 metros (347 pies) sobre el nivel del mar y dispone de una pista, la 12/30, con dimensiones de 2.602 x 45 metros.

## Aerolíneas y destinos
| Destinos por aerolínea        | Destinos por aerolínea | Destinos por aerolínea |
| Aerolíneas                    | Ciudades | Alianza                |
| ----------------------------- | --- | ---------------------- |
| Azul Líneas Aéreas 5 destinos | Nacionales: (5) Belo Horizonte / Campinas / Cuiabá / Recife / Río de Janeiro                                                       | N/A                    |
| Flybondi 1 destino            | Internacional: (1) Buenos Aires-Ezeiza (inicia 15 de diciembre de 2025) Chárter Estacional: (1) Córdoba (Enero a Abril de 2026)    | N/A                    |
| GOL Líneas Aéreas 7 destinos  | Nacionales: (6) Brasilia / Campinas / Río de Janeiro / Salvador / São Paulo-GRU / São Paulo Internacional: (1) Buenos Aires-Ezeiza | N/A                    |
| LATAM Brasil 4 destinos       | Nacionales: (4) Brasilia / Fortaleza / São Paulo-GRU / São Paulo                                                                   | N/A                    |
| TAP Portugal 1 destino        | Internacional: (1) Lisboa | Star Alliance          |

### Destinos nacionales
| Ciudades              | Aeropuerto                                               | Aerolíneas                      |        |
| Brasil                | Brasil                                                   | Brasil                          | Brasil |
| --------------------- | -------------------------------------------------------- | ------------------------------- | ------ |
| Bahía                 |                                                          |                                 |        |
| Salvador              | Aeropuerto Internacional de Salvador                     | Gol                             |        |
| Distrito Federal      |                                                          |                                 |        |
| Brasilia              | Aeropuerto Internacional Presidente Juscelino Kubitschek | Azul (Estacional) / Gol / LATAM |        |
| Goiás                 |                                                          |                                 |        |
| Goiânia               | Aeropuerto Internacional de Goiânia                      | Azul                            |        |
| Mato Grosso           |                                                          |                                 |        |
| Cuiabá                | Aeropuerto Internacional Marechal Rondon                 | Azul                            |        |
| Minas Gerais          |                                                          |                                 |        |
| Belo Horizonte        | Aeropuerto Internacional Tancredo Neves                  | Azul                            |        |
| Uberaba               | Aeropuerto de Uberaba                                    | Azul (Estacional)               |        |
| Uberlândia            | Aeropuerto de Uberlândia                                 | Azul                            |        |
| Paraíba               |                                                          |                                 |        |
| João Pessoa           | Aeropuerto Internacional Presidente Castro Pinto         | Gol                             |        |
| Estado de Paraná      |                                                          |                                 |        |
| Cascavel              | Aeropuerto de Cascavel                                   | Azul (Estacional)               |        |
| Londrina              | Aeropuerto de Londrina                                   | Azul (Estacional)               |        |
| Pernambuco            |                                                          |                                 |        |
| Recife                | Aeropuerto Internacional de Recife                       | Azul                            |        |
| Río de Janeiro        |                                                          |                                 |        |
| Río de Janeiro        | Aeropuerto Internacional de Galeão                       | Gol                             |        |
| Río Grande del Sur    |                                                          |                                 |        |
| Porto Alegre          | Aeropuerto Internacional Salgado Filho                   | Azul                            |        |
| Santa Catarina        |                                                          |                                 |        |
| Florianópolis         | Aeropuerto Internacional Hercílio Luz                    | Azul (Estacional)               |        |
| Navegantes            | Aeropuerto Internacional de Navegantes                   | Azul (Estacional)               |        |
| São Paulo             |                                                          |                                 |        |
| Araçatuba             | Aeropuerto de Araçatuba                                  | Azul (Estacional)               |        |
| Bauru                 | Aeropuerto de Bauru                                      | Azul (Estacional)               |        |
| Campinas              | Aeropuerto Internacional de Campinas                     | Azul                            |        |
| Presidente Prudente   | Aeropuerto de Presidente Prudente                        | Azul (Estacional)               |        |
| Ribeirão Preto        | Aeropuerto de Ribeirão Preto                             | Azul                            |        |
| São José do Rio Preto | Aeropuerto de São José do Rio Preto                      | Azul                            |        |
| São Paulo             | Aeropuerto de Congonhas                                  | Azul / Gol / LATAM              |        |
| São Paulo             | Aeropuerto Internacional de São Paulo-Guarulhos          | Gol / LATAM                     |        |

### Destinos internacionales
| Ciudades por países | Nombre del aeropuerto                                             | Aerolíneas                                         |
| América del Sur     | América del Sur                                                   | América del Sur                                    |
| ------------------- | ----------------------------------------------------------------- | -------------------------------------------------- |
| Argentina           |                                                                   |                                                    |
| Buenos Aires        | Aeropuerto Internacional Ministro Pistarini                       | Flybondi (Inicia 15 de diciembre del 2025) / Gol   |
| Córdoba             | Aeropuerto Internacional Ingeniero Aeronáutico Ambrosio Taravella | Flybondi (Chárter Estacional) (Enero a Abril 2026) |
| Europa              |                                                                   |                                                    |
| Portugal            |                                                                   |                                                    |
| Lisboa              | Aeropuerto de Lisboa                                              | TAP Air Portugal                                   |